# Karwendel (trein)
De Karwendel is een internationale trein tussen  Duitsland en Oostenrijk. De trein is genoemd naar de bergrug op de Duits-Oostenrijkse grens ten zuiden van Garmisch-Partenkirchen.
De Deutsche Reichsbahn introduceerde de Karwendel Express in 1930 tussen München en  Innsbruck, waarbij gereden werd over de landschappelijk aantrekkelijke Karwendelbahn door de bergen via de grensovergang Mittenwald. Hierbij werd o.m. gestopt in Garmisch-Partenkirchen waar in 1936 de Olympische Winterspelen plaatsvonden. Tijdens de Tweede Wereldoorlog werd de treindeinst gestaakt. De Deutsche Bundesbahn liet de trein weer rijden, aanvankelijk als z.g. wintersporttrein, vanaf het najaar 1969. Hiervoor werden overtallige VT 11.5 treinstellen gebruikt die uit de TEE-dienst waren teruggetrokken. Voor deze toeristentreinen werd het TEE logo op de kop van de trein vervangen door het DB logo.  De trein reed nu vanaf Frankfurt am Main naar de diverse wintersportplaatsen aan de Karwendelbahn tussen Garmisch-Partenkirchen en Seefeld. Op 31 mei 1987 was het een van de treinen waarmee het EuroCity net van start ging. Als EuroCity reed de trein tussen Hamburg en Innsbruck, maar het zuidelijke eindpunt  werd al in september iets naar het noorden verplaatst zodat de trein niet verder reed dan Seefeld in Tirol. Na slechts één jaar als EuroCity werd de trein veranderd in een InterCity. Sinds 2008 rijdt de Karwendel als InterCity met Berlijn als noordelijk eindpunt.